# کوری تیلور
کوری تاد تیلور (متولد ۸ دسامبر ۱۹۷۳) که معمولاً با شماره ۸ نیز شناخته می‌شود نوازنده موسیقی و خواننده آمریکایی است که بیشتر به‌عنوان خوانندهٔ اسلیپ‌نات و گروه هارد راک استون ساور شناخته شده‌است. کوری نزد مادر مجردش بزرگ شد. بعد از اینکه مادربزرگش راک کلاسیک را به او معرفی کرد، علاقه خاصی نسبت به آن پیدا کرد. تیلور برای اولین بار پدرش را در ۲۸مارس سال ۲۰۰۵ ملاقات کرد و روابط صمیمانه‌ای بین آن‌ها شکل گرفت. او از همسر اولش جدا شده و هم‌اکنون با همسر جدیدش و دو فرزندش زندگی می‌کند.
کوری تیلور از اعضای پایه‌گذار گروه استون ساور است و تا به حال سه آلبوم استودیویی با گروهش منتشر کرده‌است. در سال ۱۹۹۷ به گروه اسلیپ‌نات پیوست و جایگزین خواننده اصلی آن‌ها یعنی اندرس کولسفنی شد و تا به حال چهار آلبوم با این گروه منتشر کرده‌است. او داعماً در حال جابجایی بین گروه‌هایش است. او همچنین با گروه‌های دیگری از جمله جانک بیر کیدنپ بند، آپوکالیپتیکا، آنتراکس، سول‌فلای و اونجد سون‌فولد همکاری داشته‌است. کوری در سبک‌های مختلف می‌نویسد و می‌خواند. او در بین ۱۰۰خواننده برتر متال در هیت پریدر، مقام ۸۶ رو به خود اختصاص داده است.

## زندگی شخصی
کوری تیلور، اولین فرزند از سه فرزند خانواده، در ۲۸دسامبر ۱۹۷۳ در دی موین، آیووا متولد شد. او با دایی‌اش جرج رابسون زندگی می‌کرد درحالی که کوری در اصل نزد مادرش در واترلو، آیووا بزرگ شد، جایی که کوری آن را "سوراخی در زمین با ساختمان‌ها در اطرافش" توصیف می‌کند. در ۱۹۷۹، کوری و مادرش سریال علمی تخیلی باک راجرز در قرن ۲۵ را می‌دید. قبل از این سریال هم در ۱۹۷۸، پیش پرده‌ای از فیلم ترسناک هالووین نمایش داده شد که تیلور گفته " بعضی از احساسات اسلیپ‌نات را (در او) به وجود آورد". زمانی که هالووین، ماسک‌ها و فضای وحشت را به کوری معرفی کرد، مادربزرگش نیز با آهنگ‌های اواخر دهه پنجاه تا هفتاد الویس پریسلی، موسیقی راک را به او معرفی کرد. او در دوران جوانی شروع به گوش دادن به کارهای آغازین بلک سبث کرد.

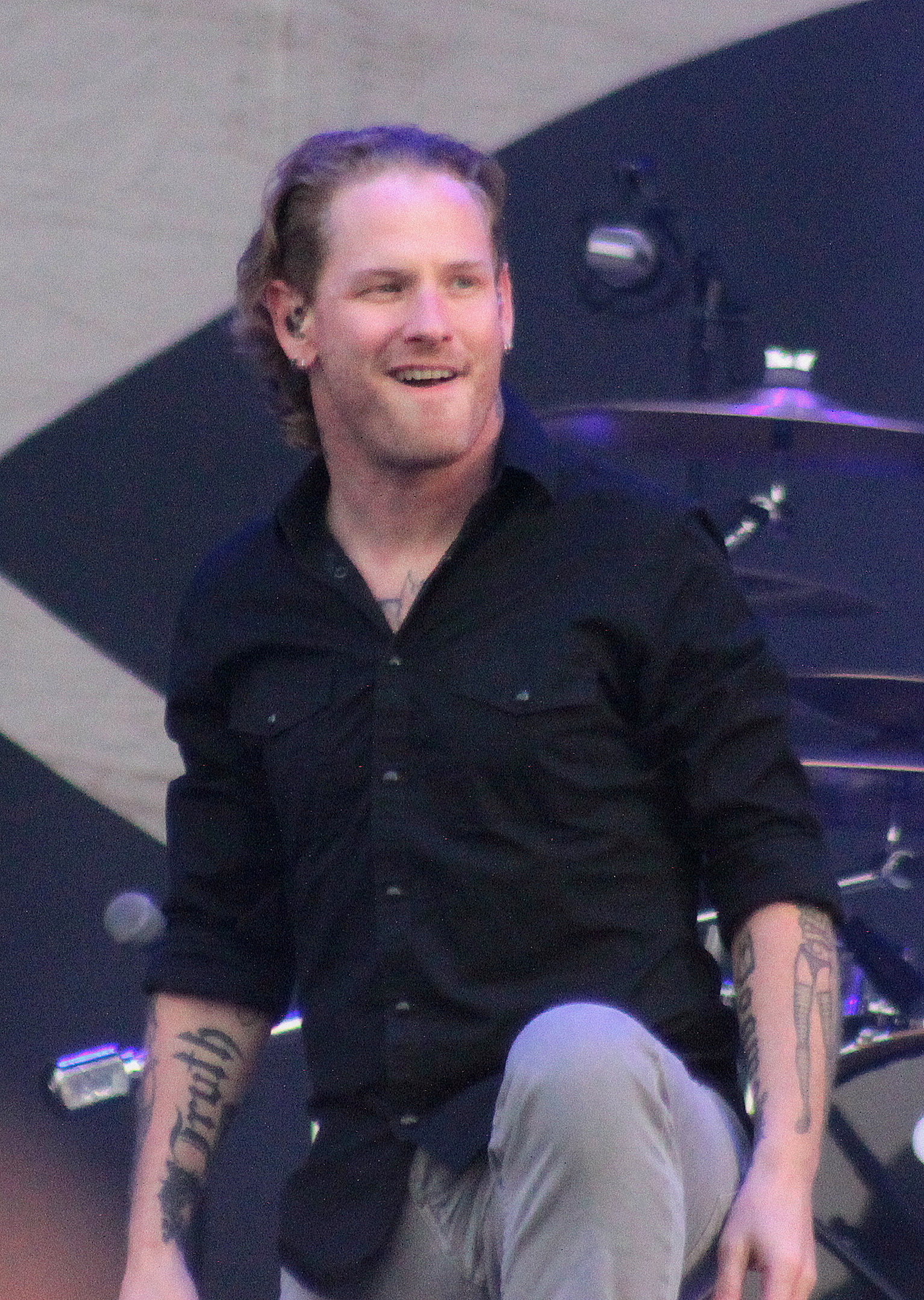
کوری تیلور بدون ماسک

کوری به همراه مادر و خواهرش در یک خانه قدیمی مخروبه زندگی می‌کرد که در پاییز شبیه تصاویر آلبوم‌های بلک سبث می‌شد. در پانزده سالگی رو به اعتیاد مواد آورد و حتی دو بار با کوکایین اوردوز کرد. در این زمان کوری در واترلو زندگی می‌کرد که بعدها خواست روی پای خود زندگی کند که این داستان در تریلی مادربزرگش در اوهایو خاتمه یافت. او سرپرتی کوری را بر عهده گرفت و شروع به سروسامان دادن به وضع او با سازهای موسیقی شد. کوری در هجده سالگی مادربزرگش را ترک کرد و به مکان‌های مختلفی رفت، از جمله دی موین، جایی که معمولاً به آنجا می‌رفت.
کوری پدرش را بار اول در بزرگسالی دید و هم‌اکنون روابط صمیمی‌ای با یکدیگر دارند. در ۱۷سپتامبر ۲۰۰۲ اسکارلت استون، نامزد کوری، پسری به اسم گریفن پارکر به دنیا آورد. کوری دختری نیز به اسم انجی دارد که از یک رابطه دیگر او در ۱۹۹۲ متولد شد. کوری و استون در ۱۱مارس ۲۰۰۴ ازدواج کردند و سه سال بعد از هم جدا شدند. او در ۱۳ نوامبر ۲۰۰۹ با استفانی لابی ازدواج کرد.
کوری همچنین اعتیاد به الکل نیز داشت که همسر سابقش به او کمک کرد و از خودکشی او جلوگیری کرد. او در MTV گفت که می‌خواسته از طبقه هشتم خودش را به پایین پرت کند که "[اسکارلت] جلوی منو گرفت". اسکارلت به او گفت که باید از مستی در بیاید وگرنه از او طلاق خواهد گرفت. قبل از آغاز به ضبط آلبوم Come what(ever)may استون ساور، کوری دست از الکل کشید. در سال ۲۰۰۹ به همراه اسکات لن از آنتراکس میزبان Kerrang! Awards شد. در سال بعد هم آن‌ها دوباری میزبان این برنامه شدند و این بار بود که کوری جایزه‌ای را برای پل گری اختصاص داد که به دلیل مصرف سؤ و تصادفی مورفین و بیماری قلبی جان خود را از دست داده بود. در سپتامبر ۲۰۱۰ کوری اعلام کرد که کتابش با نام "هفت گناه کبیره" در ژوئیه ۲۰۱۱ منتشر خواهد شد.

## اسلیپ‌نات
در آیووا، جوی جوردیسون، شاون کراهان و میک تامسون، از او خواستند که به اسلیپ‌نات بپیوندد. او به یکی از تمرین‌های آن‌ها رفت و برای آن‌ها خواند. آن‌ها از او خواستند که به‌خاطر شیوه خوانندگی ملودیکش به گروه ملحق شود. وقتی که کوری خواننده اصلی گروه شد، اندرس کولسفنی، خواننده پیشین گروه به در پست پرکاشنیست و هم‌خوان قرار گرفت که به دلیل نارضایتی، گروه را ترک کرد.
از آنجایی که کوری احساس کرد در اسلیپ‌نات جای پیشرفت بیشتری دارد، موقتاً استون ساور را ترک کرد. اولین اجرای کوری با اسلیپ‌نات در سال ۱۹۹۷ بود که به گفتهٔ اعضای گروه، خوب پیش نرفت. در اولین اجرا، کوری ماسکی بر صورت نداشت، هرچند در اجرای بعد، ماسکی بر صورت گذاشت که شباهتی به ماسک آلبوم اول آن‌ها داشت. هم‌اکنون، یکی از ماسک‌های دردلاک کوری، مطعلق به دومینیک هاوارد، درامر گروه میوس است. شایعه است که هاوارد، در کنسرتی که میوس و اسلیپ‌نات با هم در متال‌فست داشتند، ماسک را دزدیده است، اما در اصل هدیه‌ای از یک طرفدارانش بوده‌است.

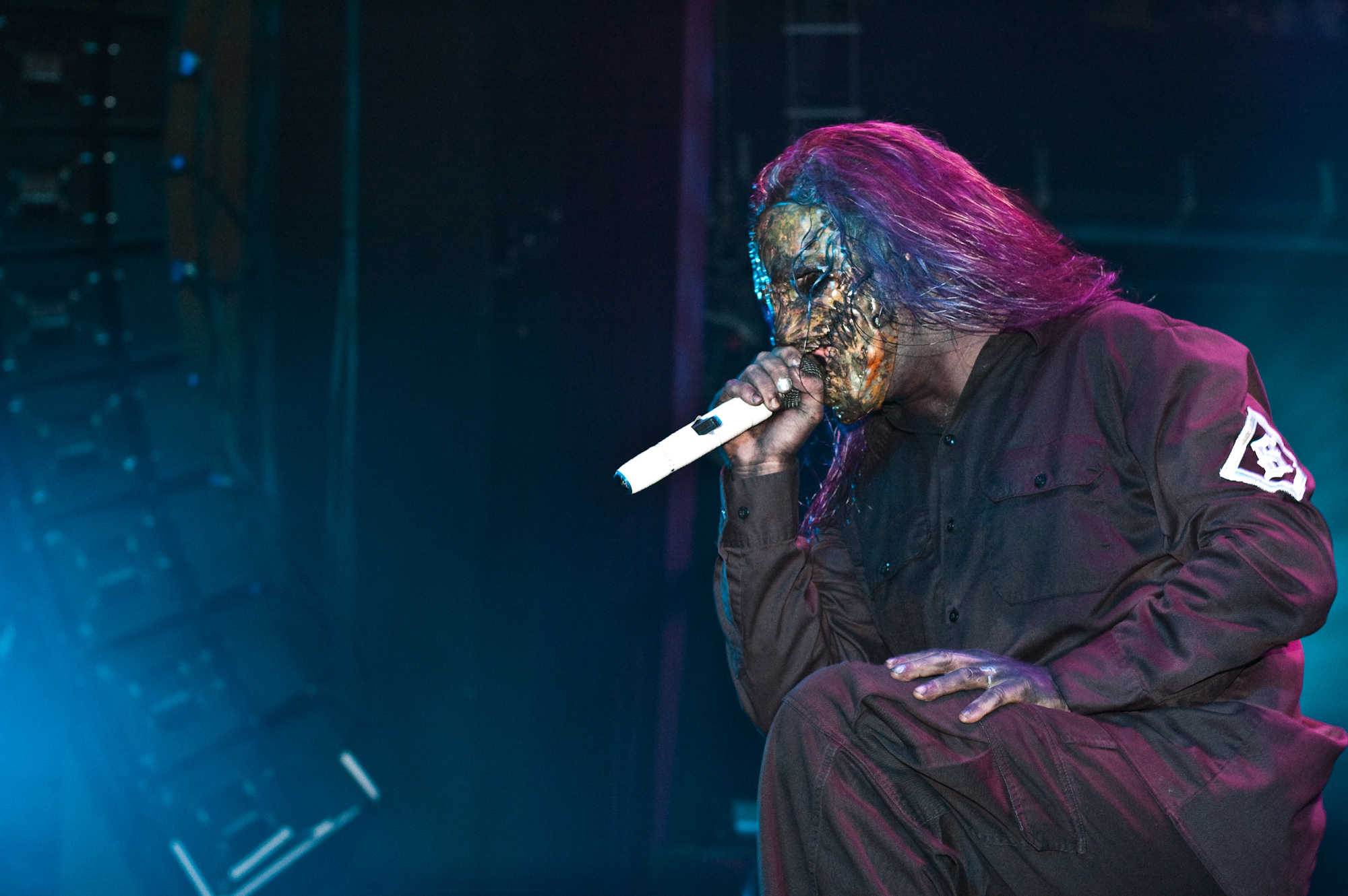
کوری تیلور در حال اجرا با ماسک قدیمی در ۲۰۰۵

کوری از دومین آلبوم دمو، به عنوان خواننده شروع به ضبط با گروه کرد و اولین آلبوم گروه به اسم اسلیپ‌نات در کالیفرنیا ضبط و در ایالت منتشر شد که بالاترین امتیاز را در تاپ هیت‌سیکر چارت و ۲پلاتینیوم در آمریکا گرفت، همچنین در ۲۰۰۶، در کتاب ۱۰۰۱ آهنگی که قبل از مرگ باید گوش داد، ثبت شد. کوری به دلیل ترانه Purity متهم به نقض قانون حق نشر شد. کوری در سال ۲۰۰۱ شروع به ضبط آلبوم دوم گروه کرد که مقام اول چارت آلبوم‌های انگلیس و مقام سوم بیلبورد۲۰۰ رو به خود اختصاص داد. کوری در نوشتن ترانه‌های آلبوم Vol. 3: The Subliminal Verses سعی کرد گونه‌ای عمل کند که به یک حال و هوای خاص اشاره نداشته باشد، همین آلبوم مقام دوم بیلبورد۲۰۰ را برنده شد.All Hope is Gone تنها آلبوم گروه است که مقام اول بیلبورد۲۰۰ را گرفته‌است.